# Деволановский спуск
Деволановский спуск — улица Одессы, расположена в исторической части города, от Еврейской улицы спускается к Таможенной площади.

## История
Улица проходит по дну Карантинной балки. На карте 1812 года современный Деволановский спуск указан, но ещё не поименован. В 1820 году уже указан как Карантинный спуск (по близлежащей улице). Позже, в 1840 году, это название перешло к другому спуску, соединяющему Карантинную улицу с Таможенной площадью.
В 1842 году получил название спуск Новикова, позже указывался как Практический (1846), по Практической гавани Одесского порта, ещё через два года — спуск Сикарда. В 1886 году спуск был переименован в Левашовский, в честь Одесского градоначальника (1874-1878), генерал-майора графа Владимира Левашова.
С установлением советской власти улица была переименована в спуск Вакуленчука в честь возглавлявшего восстание на броненосце «Князь Потемкин-Таврический» Григория Вакуленчука. Это название спуск носил с 1927 по 1941 год, на короткое время (1941—1948), начавшееся в период румынской оккупации, спуску было возвращено название Левашовский. С 1948 по 1995 годы спуск снова носил имя Вакуленчука.
В 1995 году спуск был переименован в честь выдающегося инженера, строителя Одессы, Франца де Воллана.

## Достопримечательности
Музей спортивной славы Одессы имени олимпийской чемпионки Юлии Рябчинской

## Галерея
- Мост Коцебу
- Строганов мост